# Alaemon
Alaemon Keyserling & Blasius, 1840 è un genere appartenente alla famiglia delle allodole. Attualmente vi sono comprese due specie viventi.
L'areale del genere è molto vasto, estendendosi dal Nordafrica attraverso il Vicino Oriente fino al subcontinente indiano. Tutte le specie sono valutate dalla IUCN come «a rischio minimo» (Least Concern).

## Descrizione
Le specie del genere Alaemon sono allodole di grandi dimensioni; insieme al genere Melanocorypha rientrano tra le più grandi allodole esistenti e raggiungono dimensioni paragonabili a quelle di un tordo.
Le specie di Alaemon possiedono becchi molto lunghi, sottili e leggermente ricurvi. All'interno della famiglia delle allodole, solo l'allodola beccolungo presenta un becco altrettanto lungo e affusolato.
Le narici delle specie appartenenti al genere Alaemon sono scoperte, caratteristica che le distingue, tra l'altro, dalle specie del genere Ammomanes, anch'esse adattate agli ambienti desertici.
Le ali sono lunghe e la decima remigante primaria rimane visibile anche quando le ali sono ripiegate. Anche la coda è allungata e arriva a coprire circa due terzi della lunghezza delle ali. I tarsi risultano particolarmente robusti, mentre le dita e gli artigli sono relativamente corti. L'artiglio posteriore è leggermente ricurvo nell'allodola di Hamerton, mentre nell'allodola beccocurvo è breve e diritto.

## Distribuzione e habitat
L'allodola di Hamerton è presente nel nord-est della Somalia. Il suo habitat è costituito da praterie aperte e aride. In tutto il suo areale si comporta come specie sedentaria.
L'areale dell'allodola beccocurvo, invece, è di gran lunga più esteso. È presente nelle isole di Capo Verde e, nel Sahara, la sua distribuzione si estende dal sud del Marocco verso sud fino alla Mauritania, raggiungendo il nord e il centro del Mali, il centro del Niger, le regioni centrali ed orientali del Ciad e il nord del Sudan. In Medio Oriente, la presenza si spinge verso est fino a includere Siria, Giordania e il nord dell'Arabia Saudita, proseguendo lungo le coste del Mar Rosso verso sud fino al nord-ovest della Somalia e, nell'Arabia Saudita centrale, fino al sud dello Yemen. Dall'Iraq e dall'Arabia orientale, l'areale si estende ulteriormente verso est fino al Pakistan, raggiungendo il suo limite orientale nell'estremo nord-ovest dell'India.
Negli anni particolarmente aridi, l'allodola beccocurvo può mostrare fenomeni di dispersione. Come visitatore occasionale, la specie è stata osservata alle Canarie, in Senegal, in Italia, a Malta, in Grecia, in Turchia e in Libano.

## Biologia
Come tutte le allodole, anche le specie del genere Alaemon nidificano sul terreno. La loro dieta è composta da insetti e semi. Entrambe le specie cantano sia da posatoi bassi sia durante il volo nuziale.

## Specie
Le seguenti specie viventi sono attualmente attribuite al genere:
- allodola beccocurvo (Alaemon alaudipes (Desfontaines, 1789));
- allodola di Hamerton (Alaemon hamertoni Witherby, 1905).